# 寒川神社

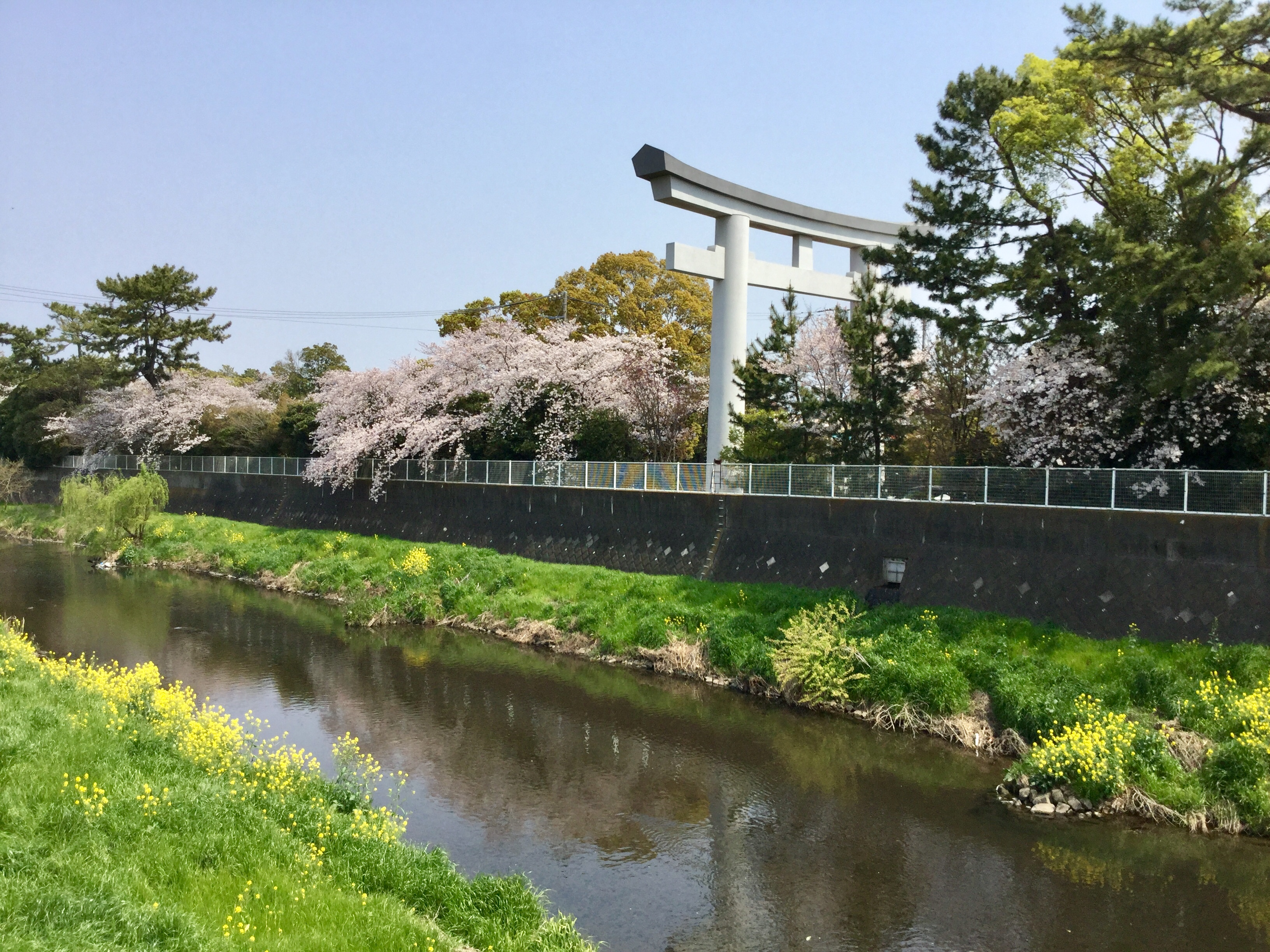
目久尻川と表参道二之鳥居

寒川神社（さむかわじんじゃ）は、神奈川県高座郡寒川町宮山に鎮座する神社。相模國一之宮。式内社（名神大社）で、旧社格は国幣中社。現在は神社本庁の別表神社。
関東地方における著名な神社の一つであり、年間約200万人に及ぶ参拝者が訪れる。初詣の参拝者数は神奈川県内の神社では鎌倉市の鶴岡八幡宮に次いで2番目に多い。また日本で最も昇殿祈祷者が多い神社としても知られる。

## 概要
創建時期は不詳であるが極めて古いとされ、約1600年前の雄略天皇の御代には既に朝廷より幣帛の奉勅があり、延長5年（927年）の『延喜式神名帳』では、相模国唯一の国幣大社として朝廷の名神祭に預かる名神大社に列格された神社である。
八方除の守護神として多くの参拝者が集まり、正月三が日だけでも約50万人が初詣に訪れる。元日午前0時には大太鼓の合図と共に八方除祭・元旦祈祷祭が行われ、近年では迎春ねぶたの初点灯も実施されている。
著名人の参拝が多くことで知られ、俳優の高倉健は映画やドラマの撮影の合間に度々参拝に訪れていたことで知られる（詳細は、その他の項目を参照）。
この他、宗教法人としての寒川神社は寒川病院、老人介護施設「神恵苑」を運営している。

## 祭神
現在の祭神は以下の2柱で、寒川大明神と総称される。
- 寒川比古命 （さむかわひこのみこと）
- 寒川比女命 （さむかわひめのみこと）

2柱とも記紀には記載がなく、詳細は不明。寒川比古命・寒川比女命は、大水上命（おおみなかみのかみ）の御子とする説もある。また、この二柱は牟弥乃神社（伊勢神宮末社）で祀られている。大水上命は大山祇神と同一視されるが、詳細は不明。
また、祭神については他にも佐河大明神（吾妻鏡十二）、八幡神/八幡大菩薩（諸国一宮神名帳等）、あるいは菊理媛命（惣国風土記）、澤女神（神名帳考証、神名帳注釈）、素盞嗚命と稲田姫尊（旧神詞記）、大己貴尊（一宮巡詣記）などの諸説がある。

## 歴史
現在は神奈川県中央南部、相模川河口から約7キロメートル遡った左岸の低台地上に鎮座するが、弥生時代には相模湾が当地に入り込んでいた。
一説に古代より相模川より東部一帯に勢力を誇った相武国造（さがむのくにのみやつこ）がおり、相武国造の氏神として創祀されたと推定される。近隣に初代相武国造の茅武彦命（かやたけひこのみこと）が埋葬されたと伝わる大神塚古墳がある。5世紀の雄略天皇の代には既に朝廷より幣帛の奉幣があり、以後桓武天皇の代である延暦7年（788年）5月をはじめ、朝廷より幣帛・勅祭が行われた。さらに『続日本後紀』にて承和13年（846年）9月8日には従五位下の叙位が授与される。なお、相武国造の同族である千葉国造の領域にも寒川神社が存在する。
『延喜式神名帳』では「相模国高座郡 寒川神社 名神大」と記載され、名神大社に列している。
奈良・平安時代の古代東海道は平塚市四之宮付近から相模川を渡り、寒川町南部の田端・一之宮付近を通り北上して寒川神社の東側を通過し、目久尻川に沿うように国分寺がある海老名方面に通過していたと推定されている。
また、鎌倉時代の『吾妻鏡』には「一宮佐河大神」と記載があり、相模国の一宮とされたことがわかる。源頼家が誕生した際には、源頼朝より神馬の奉納等があった。以後も北条氏（鎌倉幕府）から崇敬された。
戦国時代以降、相模国を支配した後北条氏や徳川家康（徳川幕府）より社領を認められた。また、武田信玄が小田原攻めの途中に当社を参拝して戦勝を祈願し、自身の纏っていた兜と太刀を奉納している（後述）。
明治4年（1871年）5月、近代社格制度において国幣中社に列した。
1923年（大正12年）9月1日の関東大震災で損傷を受け、1927年（昭和2年）社殿修復を終えた。

### 神階
- 承和13年（846年）9月、從五位下 （『続日本後紀』）
- 斉衡元年（854年）3月14日、従四位下 （『日本三代実録』）
- 貞観11年（869年）11月19日、従四位上 （『日本三代実録』）
- 元慶8年（884年）9月21日、正四位下
- 延喜16年（916年）正月28日、正四位上 （『扶桑略記』）

寒川神社からは、二至二分に、それぞれ丹沢の大山、富士山、箱根の神山に日が沈む。
- 夏至の日の入り - 丹沢の大山
- 春分・秋分の日の入り - 富士山
- 冬至の日の入り - 箱根の神山

寒川神社が建立された当時（西暦500年 - 700年）は海水準が高く、寒川神社は直接相模湾に面していたと考えられている。相模国には縄文時代の祭祀跡や遺跡が数多く存在する。近隣の岡田遺跡は日本最大級の縄文遺跡である。寒川神社の起源そのものは、歴史書に登場する以前の古墳時代もしくは以前に遡る可能性もある。

## 境内・参道
本殿及び拝殿の手前には神門がある。参道は当社境内から南に1kmほど進んだJR相模線の踏切近くにある一之鳥居から始まり、参道途中には二之鳥居（大鳥居）、境内入口には最後の鳥居となる三之鳥居がある
2001年より新年から2月の節分まで、神門に神話にちなんだ迎春ねぶたが飾られるようになり、夜にはライトアップもされている。
2012年まではその年の干支にちなんだねぶたが飾られていたが、干支が一巡した2013年からは神話ねぶたが飾られている。
拝殿の右側に天体観測器具の渾天儀のレプリカがある。龍は天空を支えるという故事にならい四隅に龍が配置されている。台座は方位盤になっている。

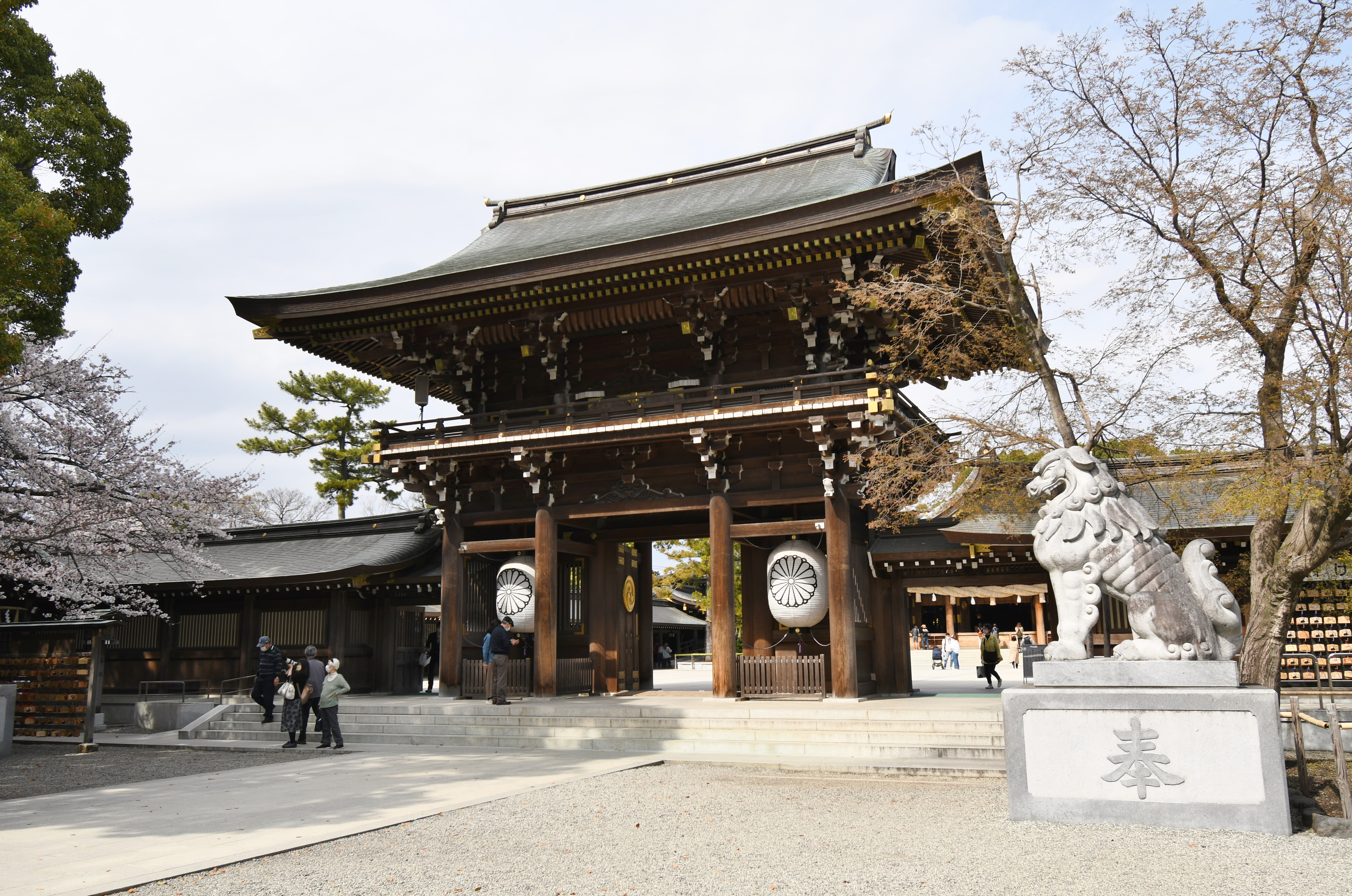
神門
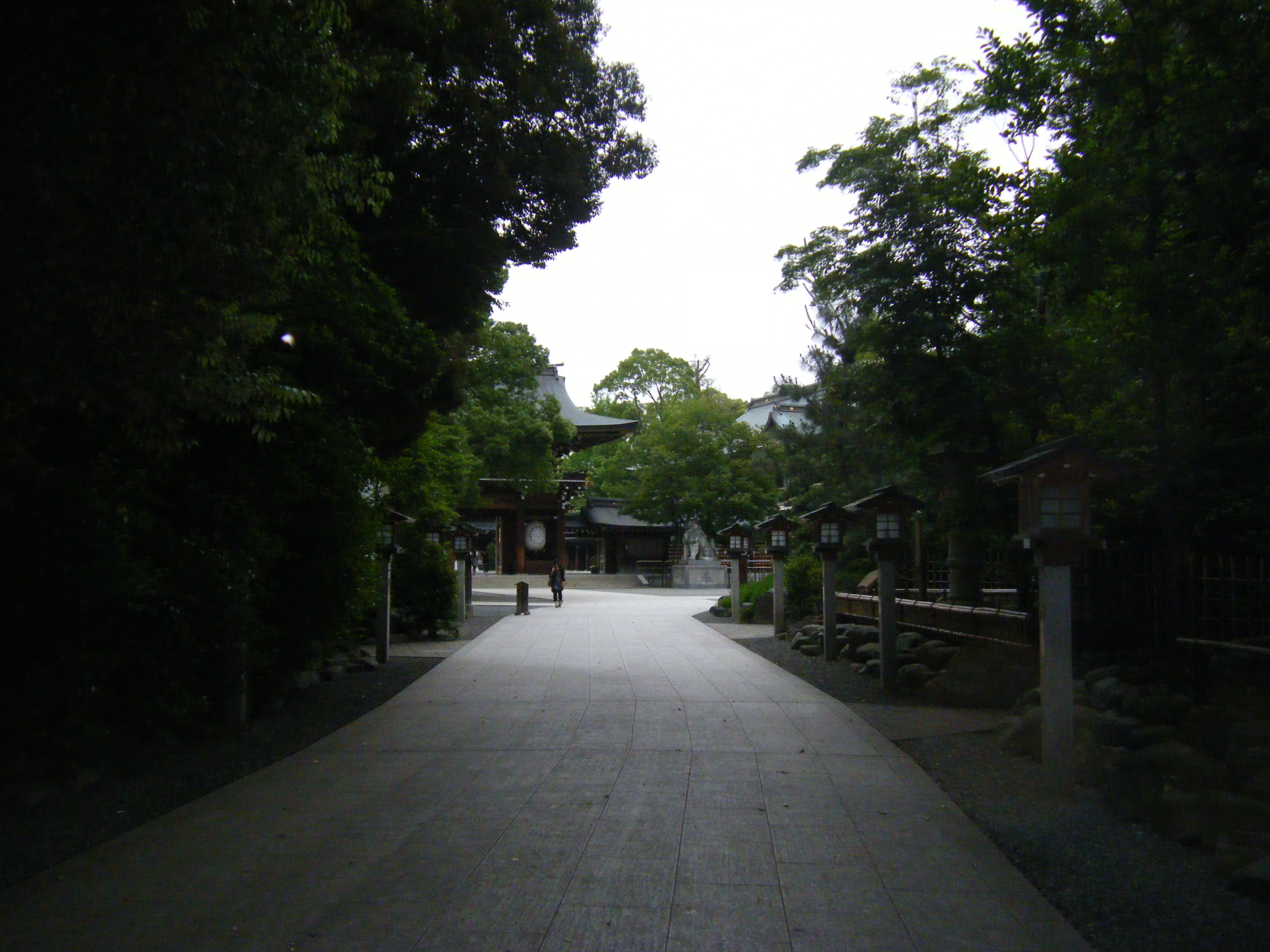
境内の参道
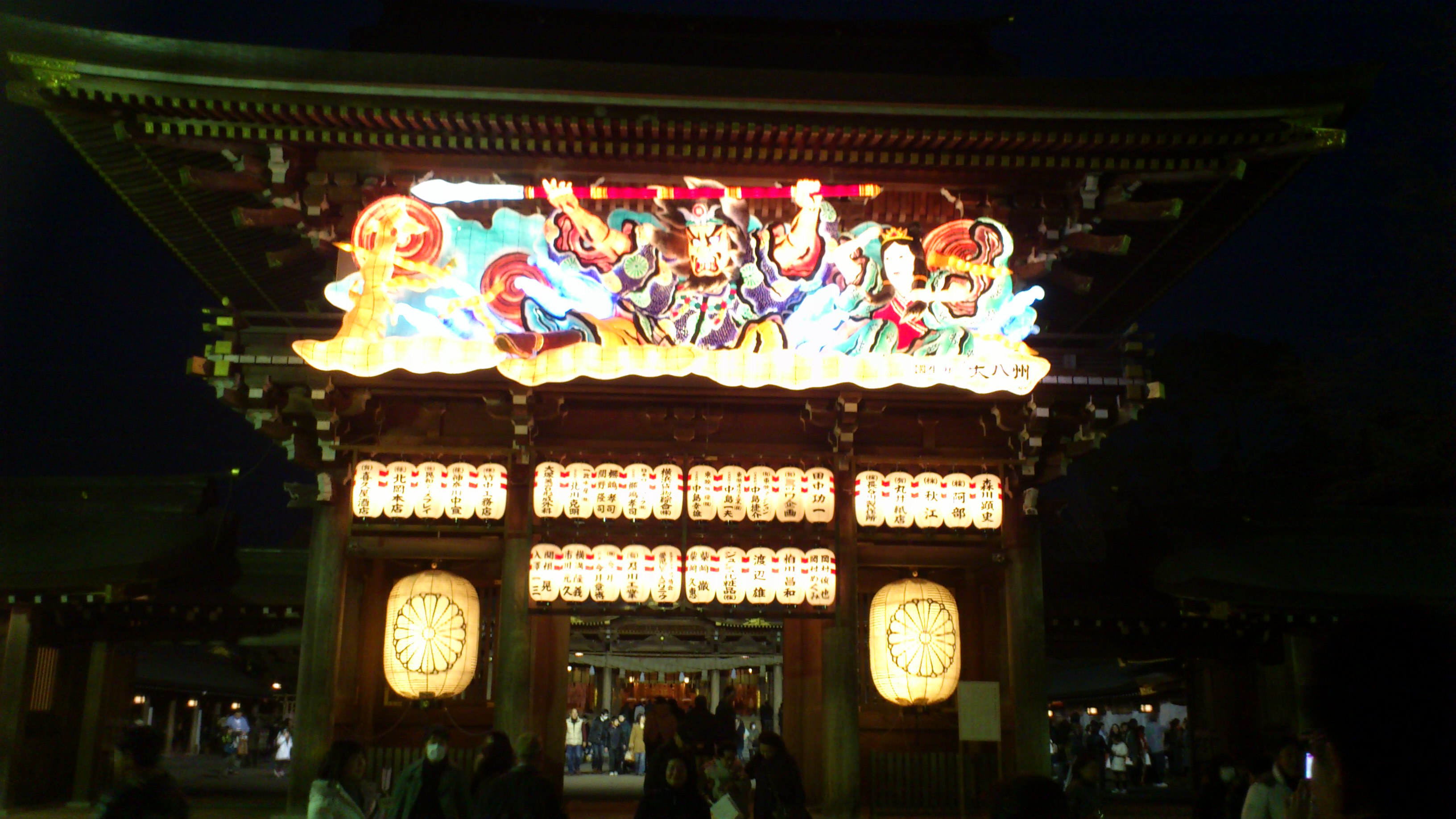
神門のねぶたライトアップ （2013年『巳年』）
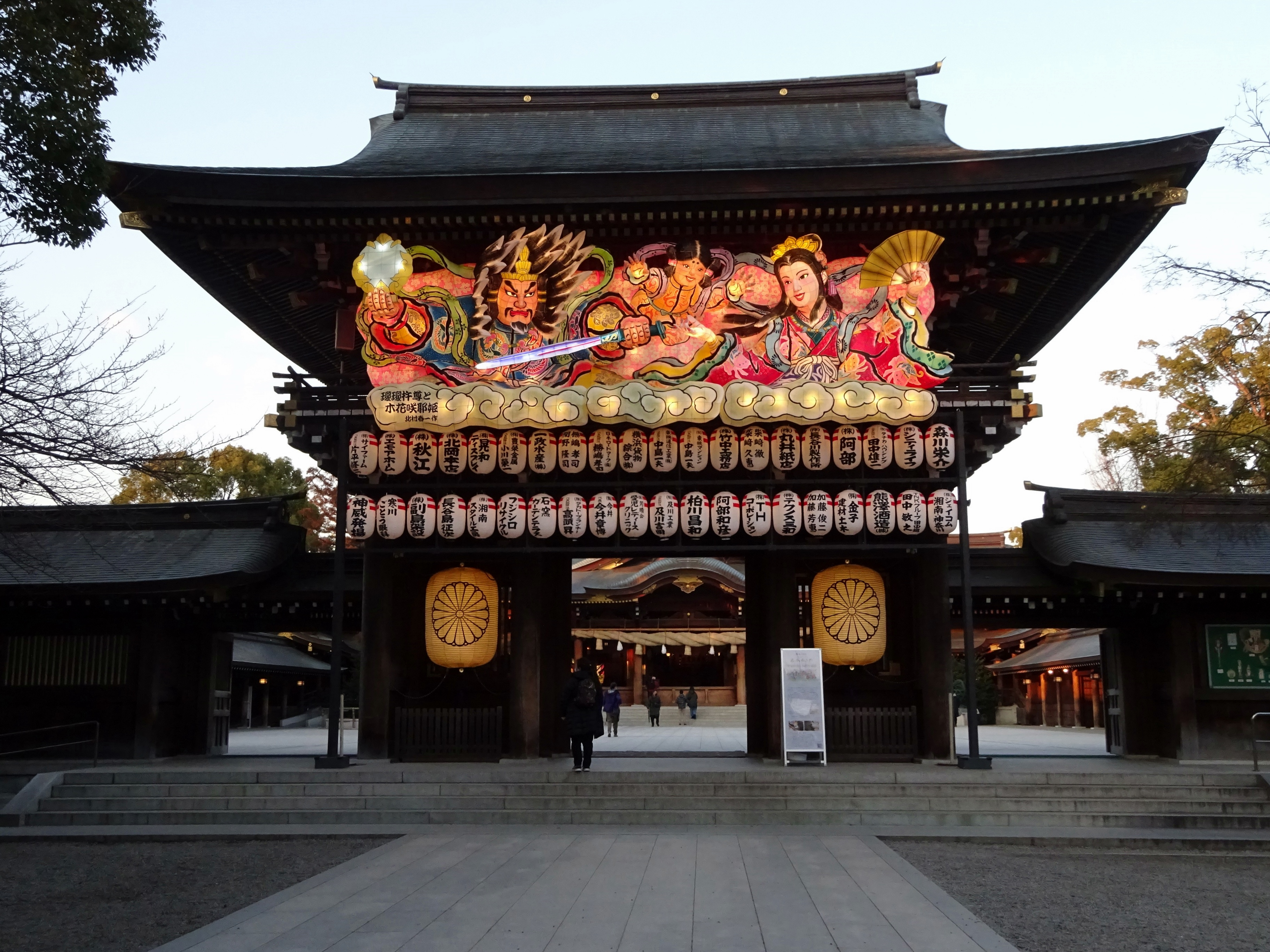
神門のねぶたライトアップ （2023年2月）
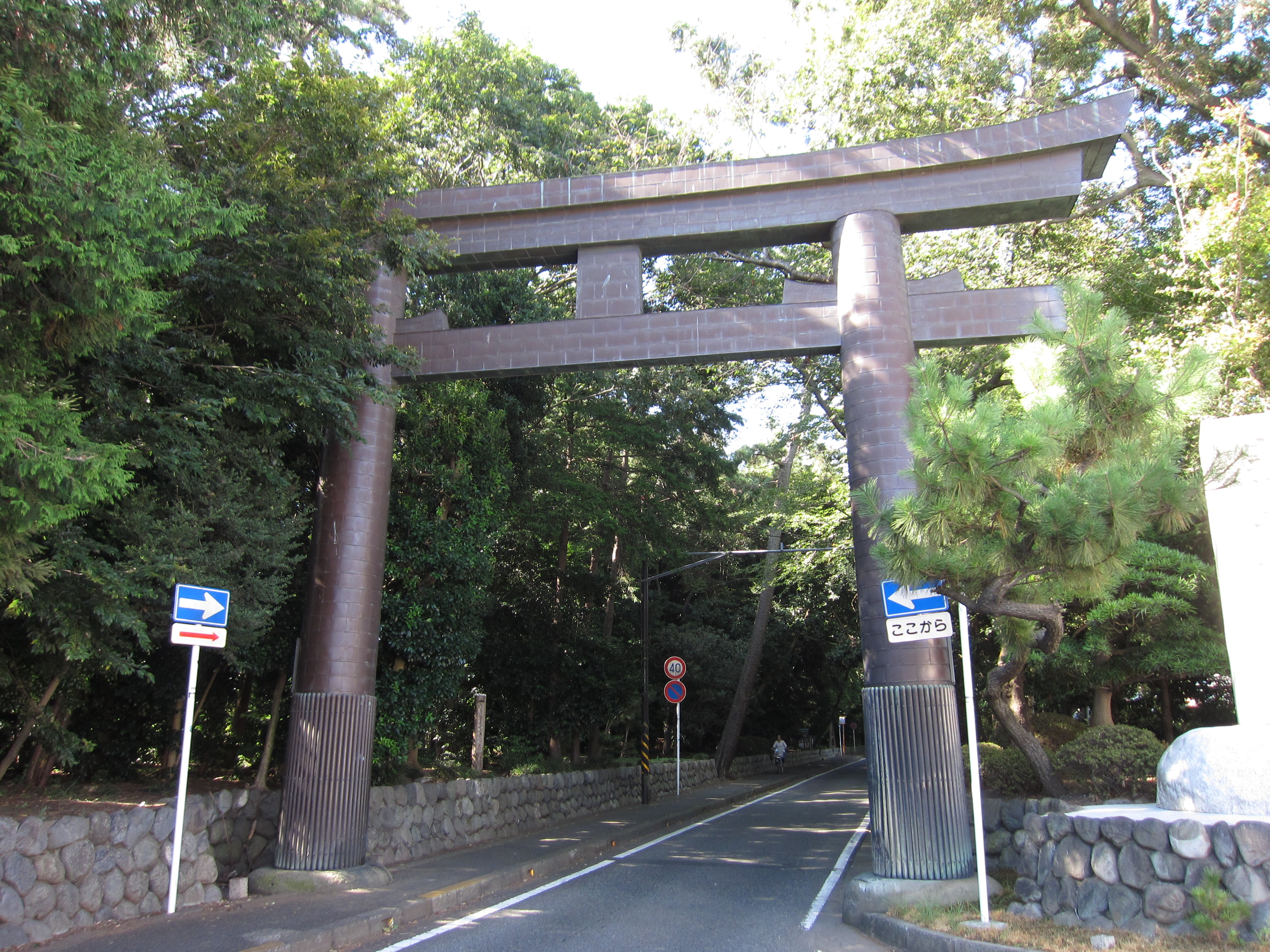
一之鳥居
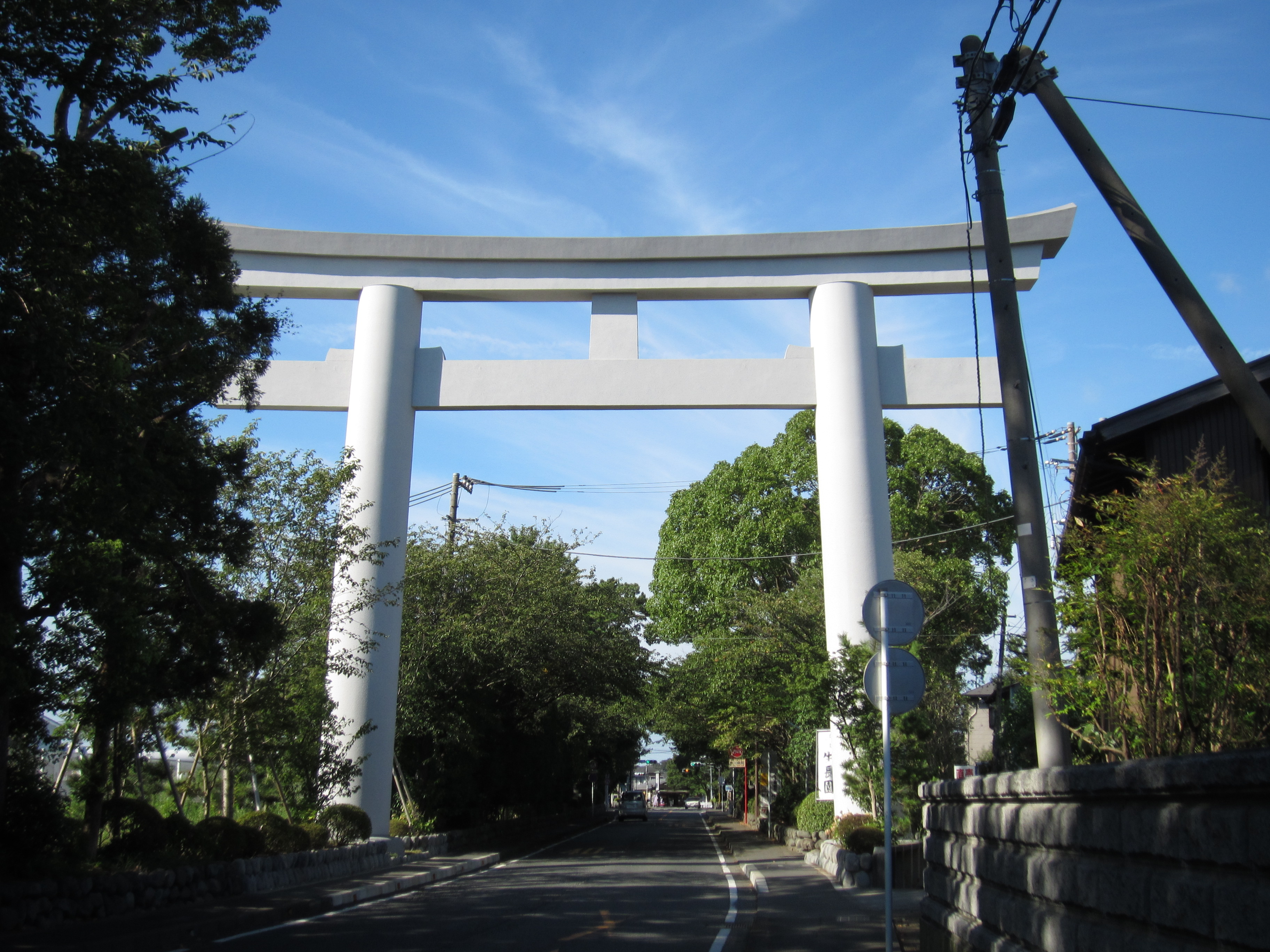
二之鳥居

### 神嶽山神苑

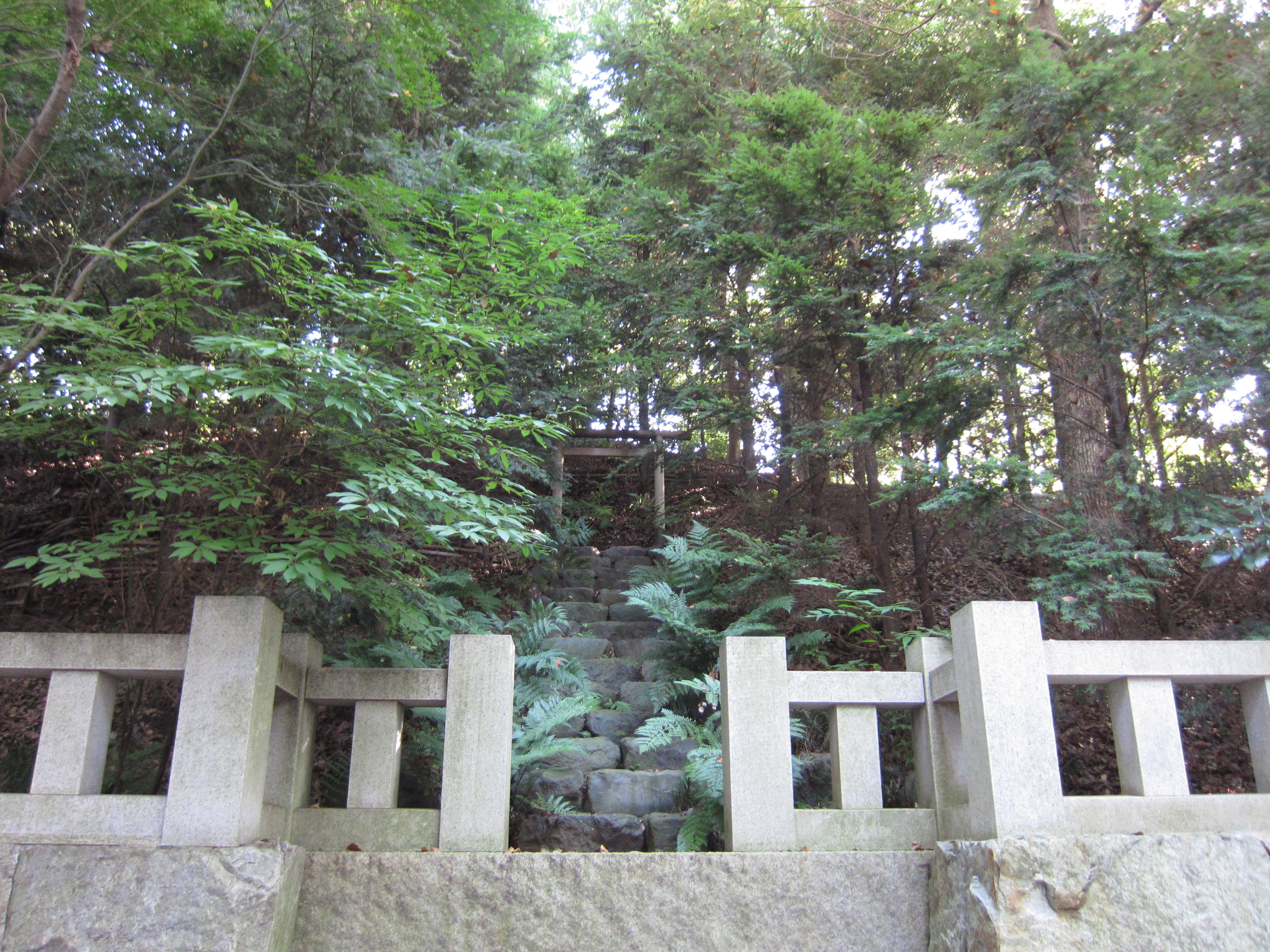
神嶽山（裏参拝所より）

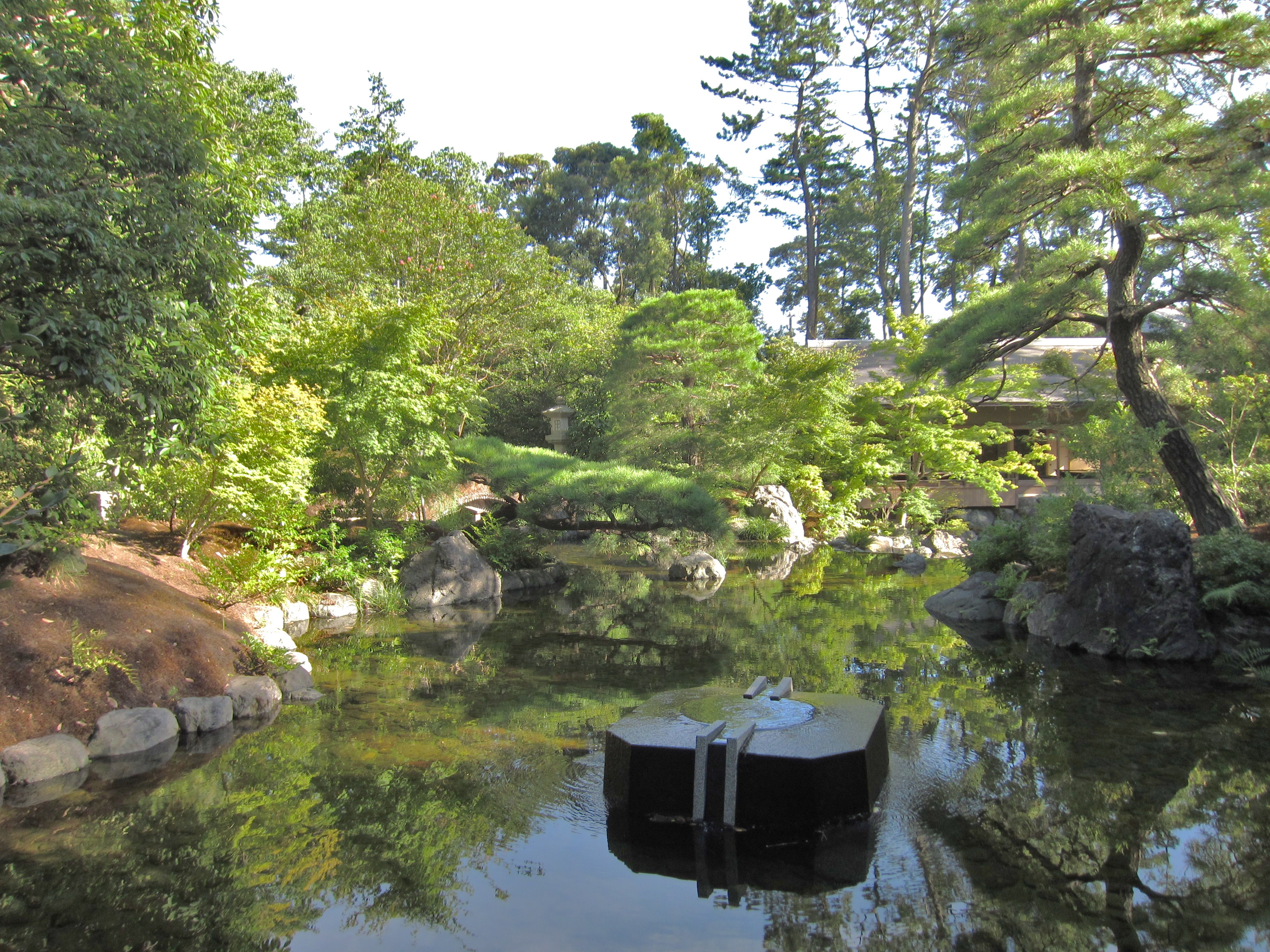
神苑

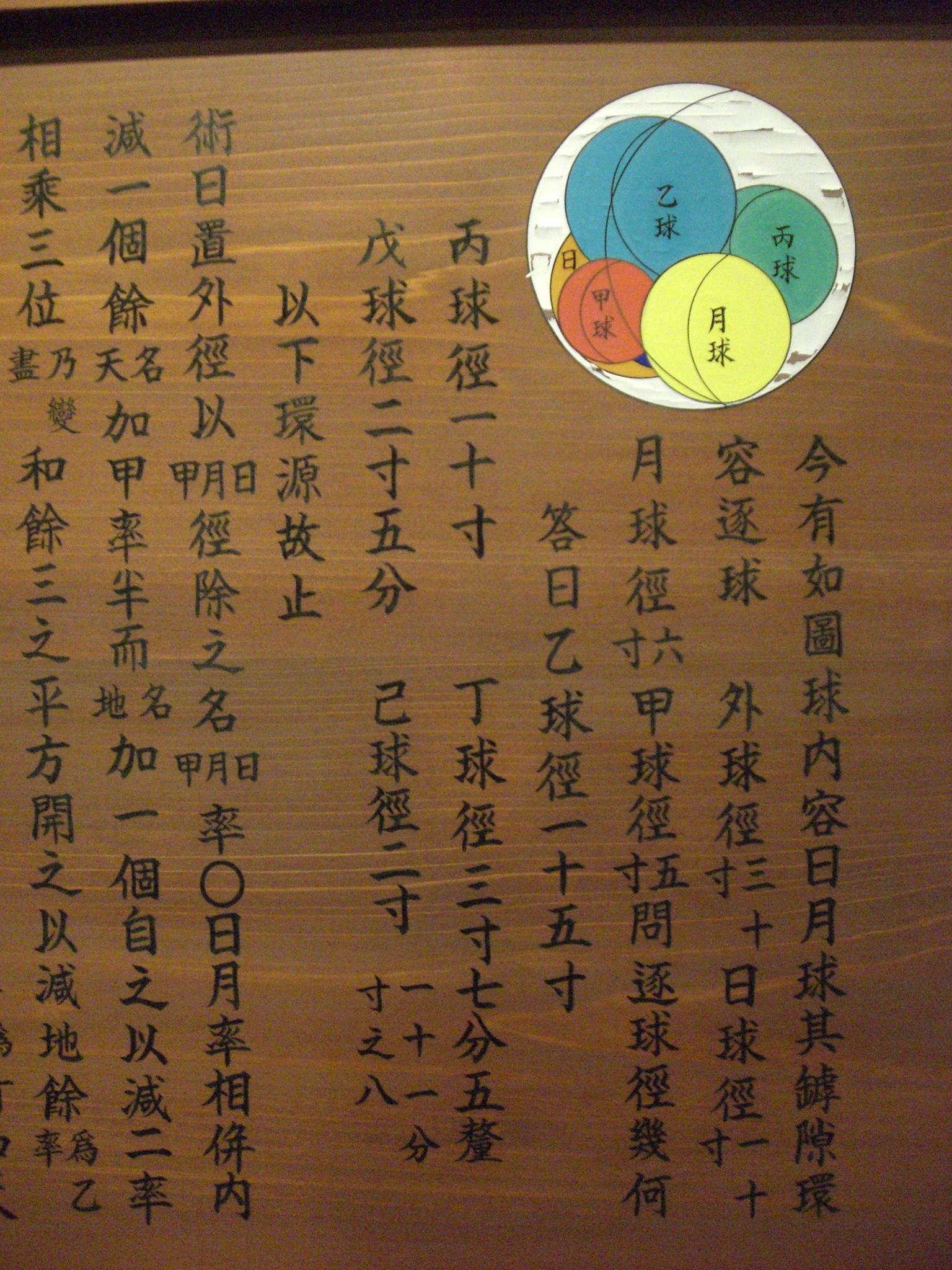
方徳資料館に奉納された算額。ソディの6球連鎖に相当する問題を掲載。

神嶽山神苑（かんたけやましんえん）は、本殿裏手の神苑。寒川神社の起源と深い関係がある「難波の小池（なんばのこいけ）」を中心に、裏山の神嶽山（かんたけやま）を主とする。元は禁足地であったが、2009年に「神嶽山神苑」として整備された。当神苑は世界的に有名な日本庭園デザイナーである曹洞宗僧侶の枡野俊明により設計された。
- 期間：4月1日より11月30日まで。毎週月曜日は休苑日（祝祭日は開苑）
- 時間：午前9時から午後4時まで
- 茶屋：午前9時30分から午後3時30分まで
- 条件：入苑は本殿で祈祷を受けた者に限る
- 入苑料：無料（ただし祈祷の初穂料3,000円、5,000円、1万円、3万円、5万円以上いずれか)

主な見所
- 裏参拝所

神嶽山を正中軸より拝する場所。
- 八氣の泉（はっきのいずみ）

旧三之鳥居の基礎石から湧き出る泉。
- 直心庵（ちょくしんあん）

梅見門と腰掛待合を配する茶室。
- 和楽亭（わらくてい）

抹茶と菓子を頂ける茶屋。
- 方徳資料館（ほうとくしりょうかん）

「八方除」の資料を展示。
- 難波の小池（なんばのこいけ）

本殿の真裏にある神池。

## 摂末社
末社
- 御祖神社 - 神嶽山神苑内に鎮座。
- 宮山神社 - 境内西方に鎮座。宮山地区にあった7社をまとめて祀る。

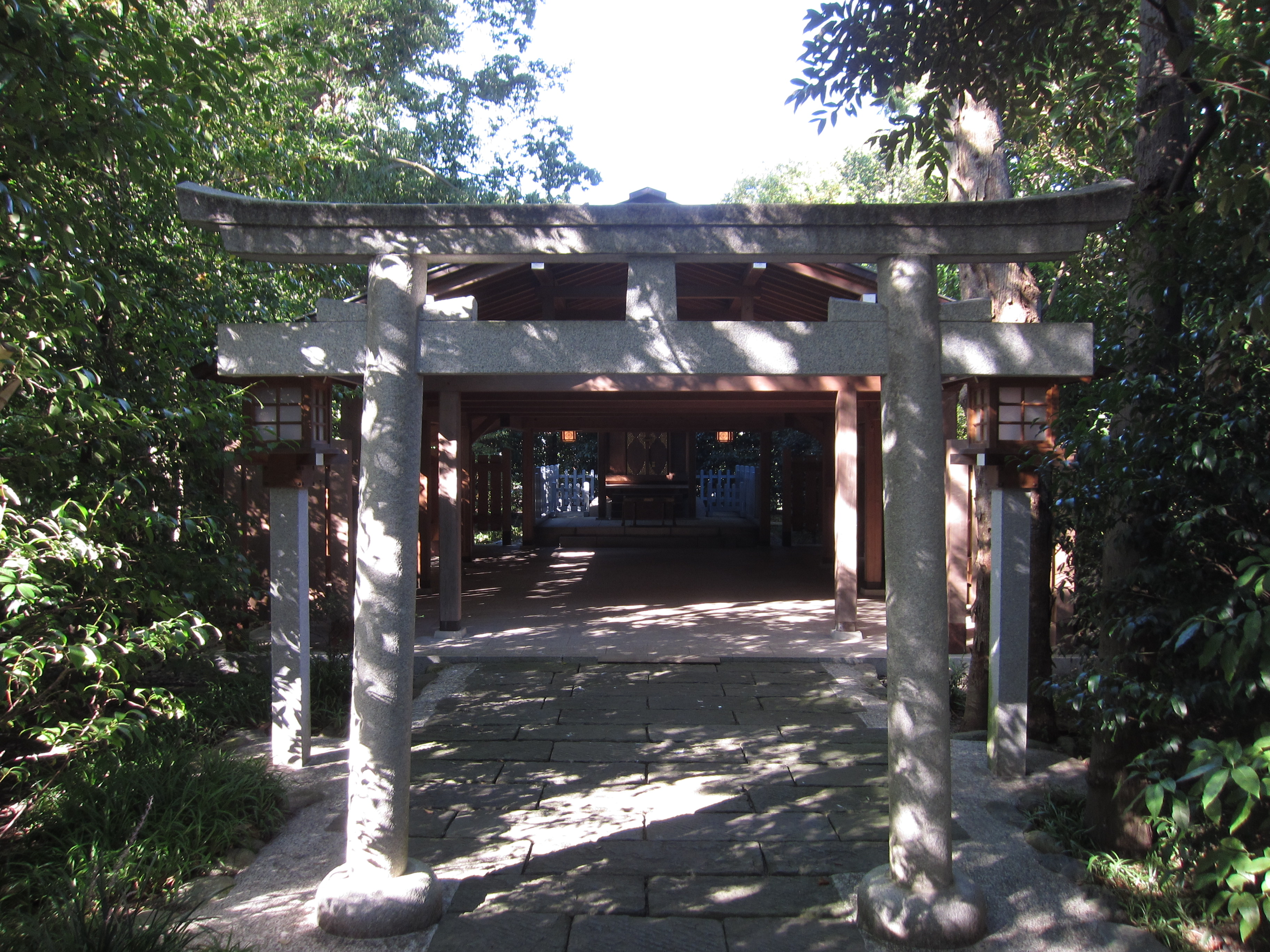
御祖神社
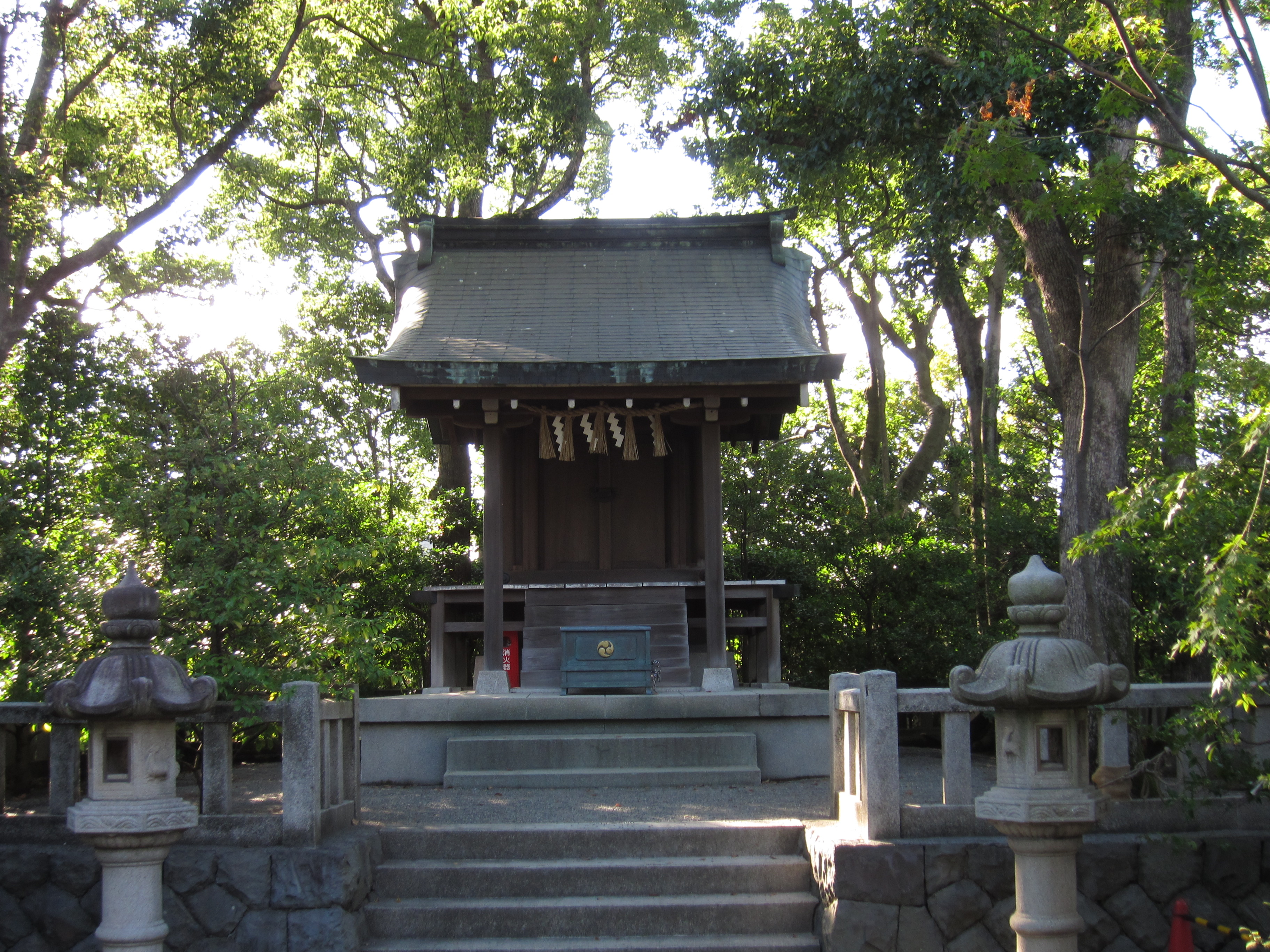
宮山神社

## 主な祭事
- 武佐弓祭（正月8日）
- 国府祭（5月5日）
相模国総社の六所神社の神と、寒川神社を含む一宮から五宮まで（一宮・寒川神社、二宮・川勾神社、三宮・比々多神社（伊勢原）、四宮・前鳥神社（平塚）、五宮・平塚八幡宮）の神々が対面する「座問答」という珍しい儀式を行う[15][16]。古くは各国府において国府祭が行われていたが、廃止されずに現代まで伝わる数少ない祭事である。相模国の場合、律令体制以前の磯長国（一宮は川勾神社）と相武国（一宮は寒川神社）が合併した際にどちらが一宮になるか、神揃山（かみそろいやま）で論議したのが始りとされる[15]。祭壇の近くに虎の皮を置きあいつつ、仲裁役（比々多神社）を交えて演劇的な禅問答を行う[15]。

- 浜降古式祭（7月15日）
- 浜降祭（7月第3月曜日）
- 例大祭（9月20日）

## 文化財

### 神奈川県指定重要文化財
- 六十二間筋兜鉢・附金具残闕三種（ろくじゅうにけんすじかぶとばち・かなぐざんけつさんしゅ）
平成11年（1999年）11月26日指定、指定番号は工芸第86号[17]。同兜は、社伝では、武田信玄が永禄12年（1569年）10月に後北条氏の小田原城を攻めた際に戦勝を祈願して奉納したとも[18]、合戦に際して神社の周囲を焼き払い陣所を一時構えたことへの詫びとして納めたとも伝わるもので[19]、『新編相模国風土記稿』にも図入りで掲載されている[20]。当初は兜全体が黒漆塗であったが経年によりほとんど剥落し、現状は眉庇と筋の一部に黒漆が残存するほかは鉄錆地となっている[20]。鉢の地鉄はよく鍛えられて厚く、戦国時代の関東地方で製作された筋兜鉢の基準例となる入念作である[20]。鉢裏には、「天文六年丁酉三月吉日」の年紀、兜鉢の作者「房宗」（ふさむね）の銘と花押に加え、天照皇太神宮・八幡大菩薩・春日大明神の三社神号や般若心経が切られている点が珍しい[20]。武田氏の家紋である花菱紋を表した金銅の飾り鋲が付属していることから、社伝通りに信玄が奉納した可能性が高いと考えられる[20]。後北条氏に庇護されていた相州甲冑師といわれる房宗が製作した兜を信玄が所用・奉納したことについて、甲冑研究家の三浦一郎は、同兜が製作された天文6年（1537年）には武田・北条両氏に何らかの関わりがあったのではないかとし、後に信玄が同兜を奉納したのは、永禄11年（1568年）の甲相同盟破綻に抗議の意思を込めてのことではないかと推測している[18]。また、兜鉢には後頭部を防御するシコロの一段目の板と、胴の脇板・胸板の一部に繰半月の前立物が添うが[20]、三浦は、脇板と胸板は天正末期のもので織豊政権の武将が用いた甲冑の意匠に酷似することから、豊臣秀吉の小田原征伐に従った武将が奉納した甲冑の部品の可能性があるとしている[18][21]。なお、県指定重要文化財に指定される前の昭和16年（1941年）4月9日には国から重要美術品に認定されている[22]。現在、当社の方徳資料館にて展示されている[17]。

### 寒川町指定重要文化財
- 翁の古面（おきなのこめん）
昭和51年（1976年）2月20日指定、指定番号は第2号[23]。材質は桧材と思しく、面全体に黒漆を塗って仕上げた翁面である[23]。面長は20.8センチメートルで、江戸時代後期の作と推測されるが作者や詳細な製作年代は不明である[23]。
- 神輿（みこし）
昭和54年（1979年）12月15日指定、指定番号は第6号[23]。宝形造方形の、黒漆塗り鹿地蒔絵を施した鳳輦の神輿で、透彫の装飾が多く豪華な、江戸時代後期の大型神輿である[23]。総高は205.5センチメートルで、総重量は72貫（270キログラム）あるとされる[23]。
- 大太刀一振、太刀拵一式（おおだちひとふり、たちこしらえいっしき）
昭和54年（1979年）12月15日指定、指定番号は第8号[24]。当社に奉納された由来は不詳だが、身幅が広く南北朝時代の姿を見せる刀で、大きく磨上げられているものの、なお長寸である[24]。刃長は85.3センチメートル、反りは2.6センチメートルである[24]。
- 経鎗（仕込杖）一式・鎗（鎗先）一穂（けいそういっしき・やりいっすい）
昭和54年（1979年）12月15日指定、指定番号は第9号[24]。作者および製作年代は不詳で、経鎗拵は革張りに仕立てられている[24]。全長は77.5センチメートル、刃長は31.7センチメートルである[24]。
- 寒川神社の棟札（小田原北条氏ゆかりの棟札3点）（さむかわじんじゃのむなふだ（おだわらほうじょうしゆかりのむなふだ3てん））
平成26年（2014年）4月1日指定、指定番号は第21号[25]。後北条氏が寒川神社を再興した際に製作されたと考えられ、後北条氏と寒川神社との関係や後北条氏領国内での寺社造営の実態を示している[25]。指定された棟札は、大永2年（1522年）紀・「北条新九郎平氏綱」署名のもの（総長79.5センチメートル、幅12.8センチメートル）、天文2年（1546年）紀・「相州太守平氏康」署名のもの（総長79.5センチメートル、幅12.5センチメートル）、北条氏政による再興時とされる天正6年（1578年）紀のもの（総長65.5センチメートル、幅27.4センチメートル）の3点である[25]。なお、大永2年紀の棟札は後北条氏が家名を「伊勢」から「北条」に改めた時期の初見資料と従来みなされてきたが、検討の余地が生じてきている[26]。

## アクセス
最寄駅
- JR相模線 宮山駅（徒歩5分）
- 寒川町の中心駅である寒川駅は一之鳥居には近いが、そこから参道を歩く必要があり、20分以上かかる。そのため、参拝客は宮山駅で降りる旨の掲示がされている。

最寄バス停
- 神奈川中央交通・相鉄バス:「寒川神社参道」（海老名駅・寒川駅発着）

最寄高速IC
- 圏央道寒川北IC（約1km）

年末年始直通バス（12月31から1月3日）
- 海老名駅より相鉄バス（参集殿前発着）
- 茅ケ崎駅・本厚木駅より神奈川中央交通（二之鳥居付近発着）

## その他
- 日本一、昇殿祈祷者が多い神社として知られ、その数は年間約30万件であり、2番目に多い神社の年間約3万件の10倍以上に及ぶ件数の昇殿祈祷が毎年行われている[1]。
- 著名人の参拝が多く、内閣総理大臣経験者では池田勇人が1964年に参拝したほか[27]、佐藤栄作も崇敬者の1人として知られ、総理大臣退任後は伊勢神宮に代わり毎年1月4日に初詣に参拝していた（1975年は1月5日に参拝）[28][29][30]。皇族では近年、当時の皇太子徳仁（今上天皇）が1979年9月11日に参拝したほか[31]、三笠宮彬子女王が2015年11月21日及び2017年12月21日に参拝した[32][33]。また、芸能関係者の参拝も多く、高倉健は映画等の撮影の合間に度々参拝に訪れていた[34][35]。
- 江戸時代の1822年（文政5年）に相模国一之宮村（現・寒川町）の入澤博篤（和算家・内田五観門下）が寒川神社に算額を奉納した[36][37]。その内容はフレデリック・ソディが1936年に発表した「六球連鎖の定理」と同じものであり、入澤の方が100年以上早い発見となる。現在この算額は、当時の日本の和算の水準の高さ及び庶民の知的・教育水準の高さを示すものとして世界的に知られている。なお、入澤は渡辺崋山の『游相日記』にも厚木周辺の富豪として「日野屋新太郎」の名で登場している。入澤家は江戸時代に中原街道と大山街道が交差する宿場町として発展した相模国一之宮村の名主であり、「日野屋」の屋号で知られ、本町（現・日本橋）四丁目に薬屋として出店していた[38]。
- 全米最古の日本庭園があるアメリカ合衆国ニューヨーク市のブルックリン植物園に、日本庭園創設100周年を記念して2016年に神社本庁と寒川神社により神輿が寄贈された[39]。
- トヨタ自動車「ノア」のテレビCM撮影が2000年4月11日に境内で行われた[40]。